# Skeppargatan

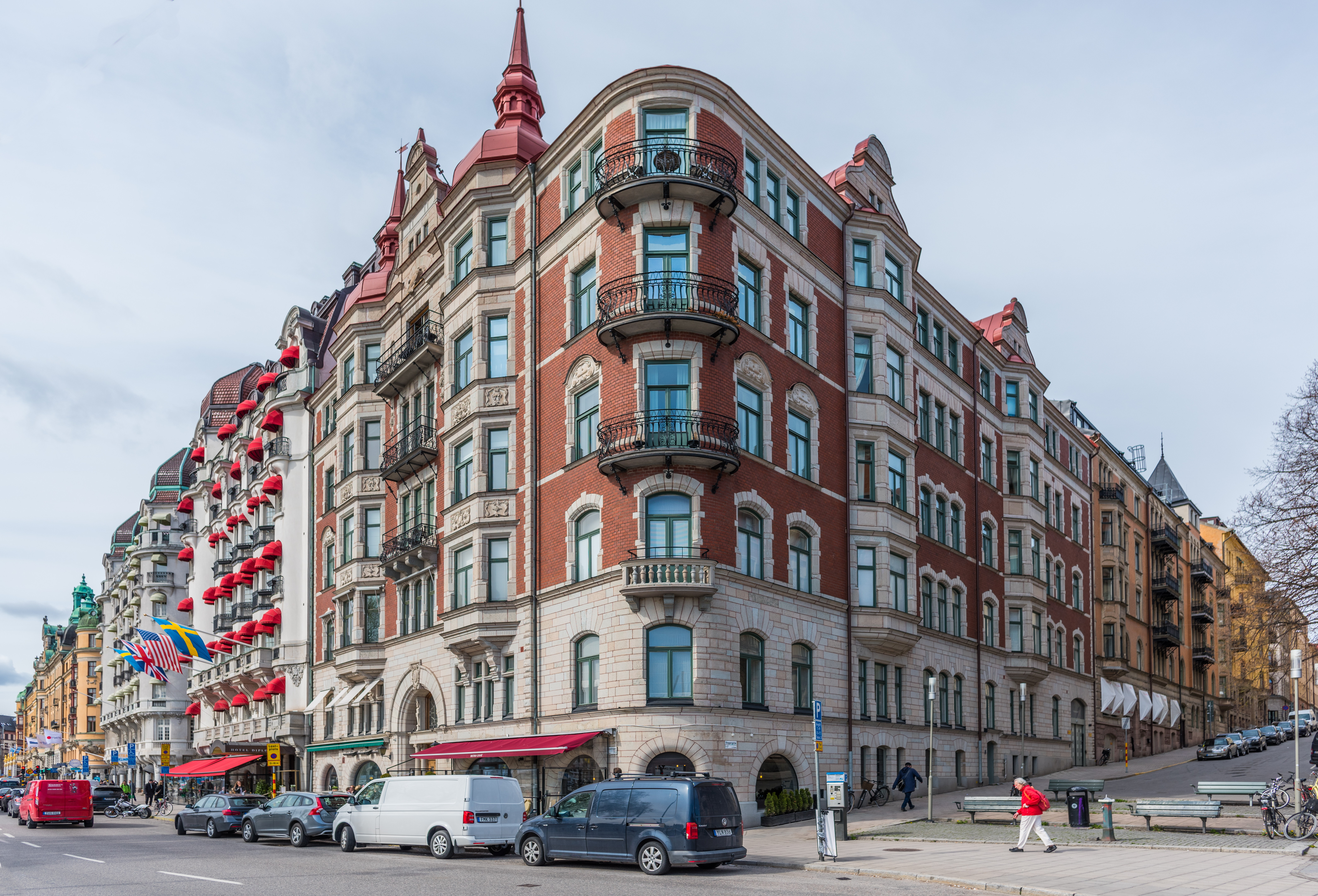
Klippan 9, hörnet Strandvägen 9 / Skeppargatan 1.

Skeppargatan är en gata i Stockholms innerstad  som sträcker sig från Strandvägen upp till Valhallavägen på Östermalm och fortsätter till Kallskärsgatan på Gärdet. Fordonstrafik är ej möjlig över Valhallavägen.

## Historik

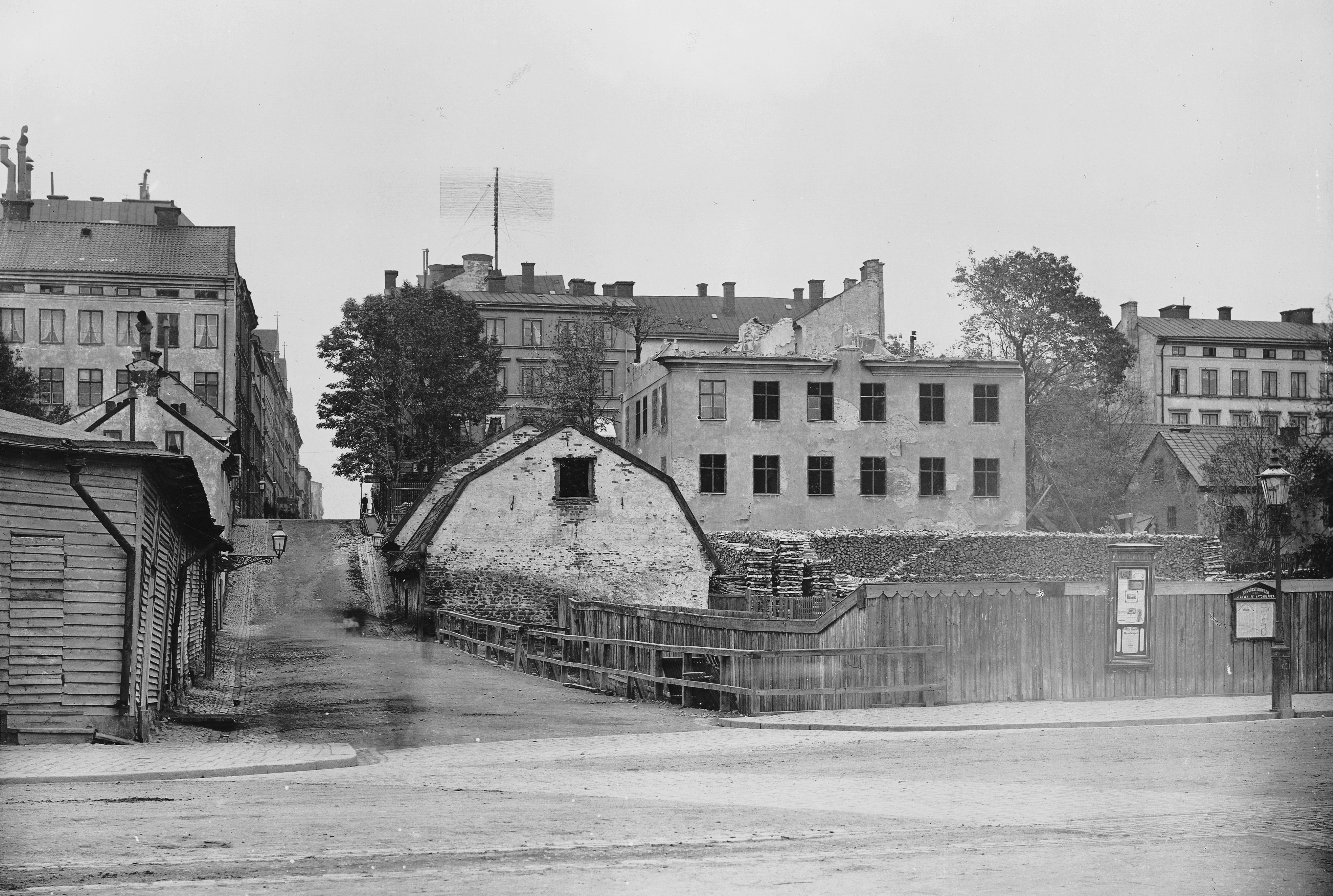
Skeppargatan från Strandvägen 1894.

Skeppargatan är en av de äldsta gatorna på Ladugårdslandet som Östermalm tidigare hette. Namnet Skiepparegatan fanns redan på 1640-talet och där bodde då även två skeppare, Anders Larsson och Lars Persson, i det som idag är kvarteret Vildsvinet. Gatans övre del kallades ibland på 1600-talet Högbåtsmansgatan efter högbåtsmän. På den här tiden var Ladugårdslandsviken och Nybroviken en betydande hamn och det var naturligt att södra delen av Ladugårdslandet fick en nautisk prägel, något som även avspeglas i Styrmansgatan 200 meter längre österut och kvartersnamn som Havsfrun, Havssvalget, Sjömannen och Matrosen.

## Intressanta byggnader och adresser längs gatan

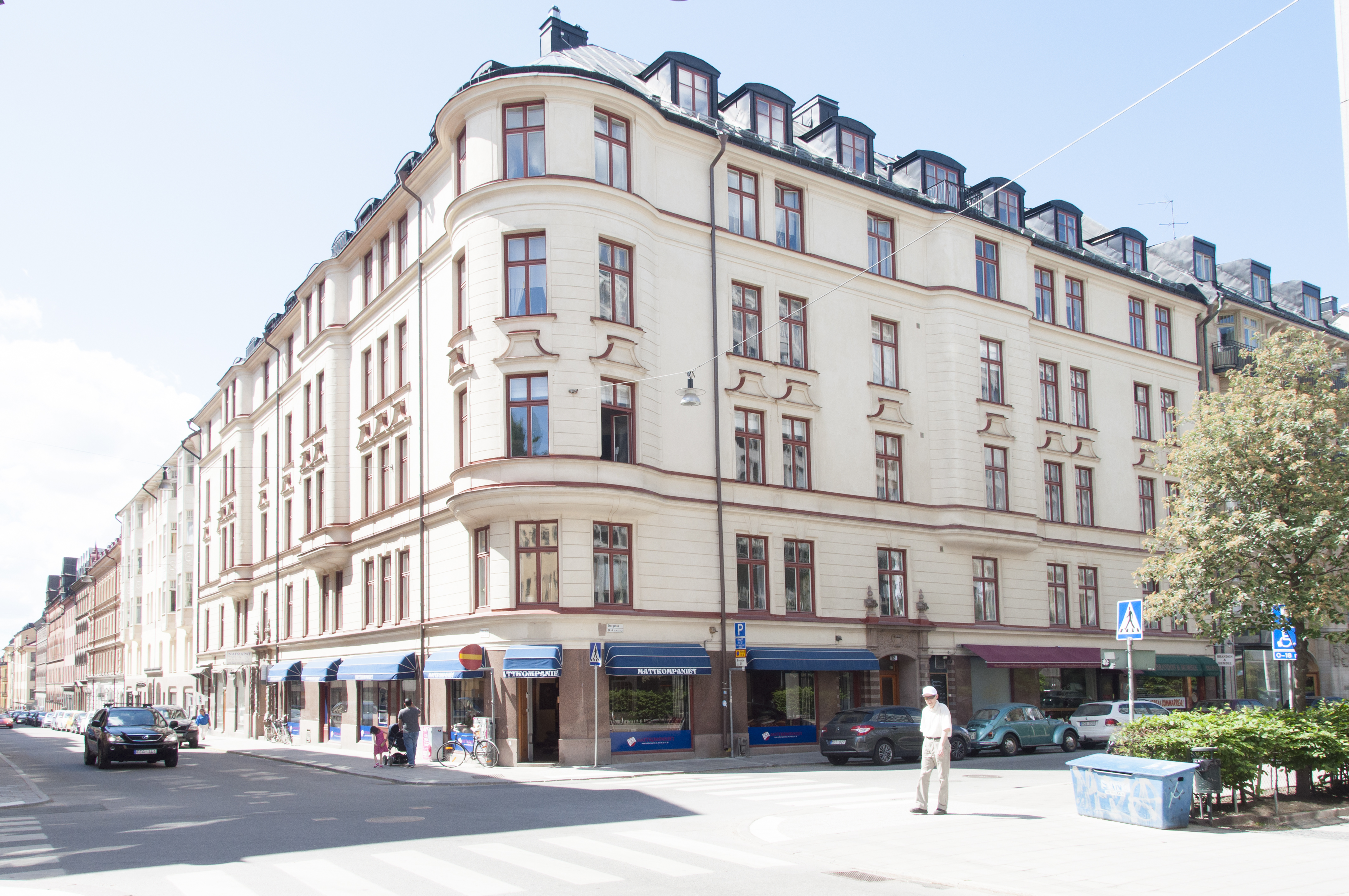
Kvarteret Havssvalget i hörnet Skeppargatan/Storgatan.

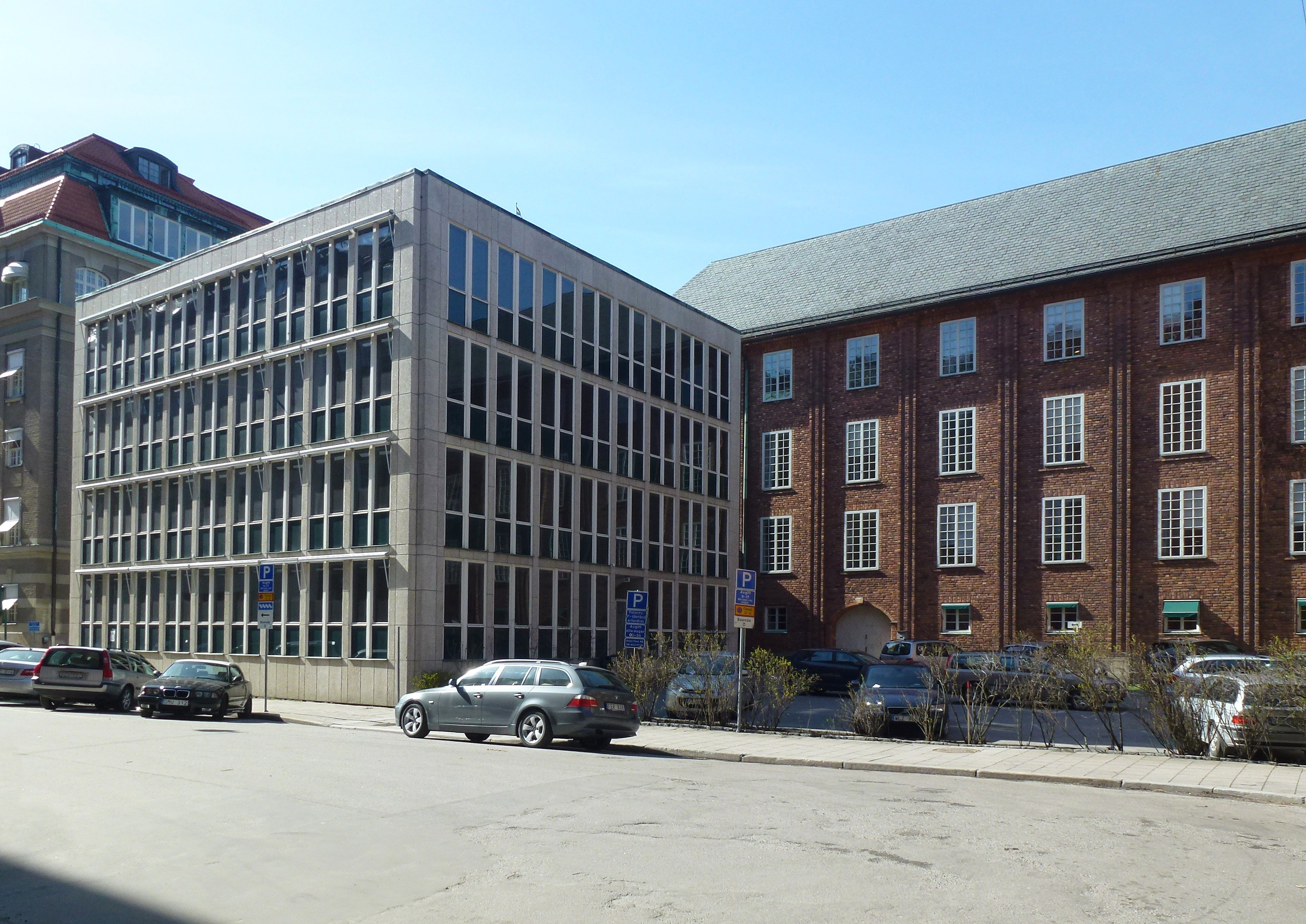
Patent- och registreringsverkets annex.

- Nr. 1: Klippan 9, uppfördes 1897–1900 efter ritningar av arkitekt Johan Laurentz. Bland tidiga hyresgäster fanns Ernest Thiel och Joseph Sachs.
- Nr. 2: Krabaten 4, uppfördes 1894–1895 efter ritningar av arkitekterna Gustav Lindgren och Kasper Salin. Bland tidiga hyresgäster fanns finansmannen  Marcus Wallenberg.
- Nr. 34: Greve Snoilskys gård som 1812 iordningställdes som Stadens norra kasern.[1] Se fastigheten Östermalm 1:17.
- Nr. 40: Spelplats för Algot Sandbergs pjäs Skeppargatan 40 (1909) och senare filmen Skeppargatan 40 (1925) av Gustaf Edgren.[2]
- Nr. 42: Hedvig Eleonora skola
- Nr. 59: Östra real
- Nr. 59: Maskrosen, (f.d. Framskjuten enhet under Östra reals skolgård)
- Nr. 60: Inrymde tidigare biografen Fågel Blå
- Nr. 61: Generalitetshuset (f.d. Försvarshögskolan)
- Nr. 64: Här låg tidigare den Falkmanska villan
- Nr. 65: Patent- och registreringsverket (byggnad)
- Nr. 82: Byggt som Frälsningsarméns officersskola. Numera hotell.
- Nr 102: Bostad för Karin Boye från 1933.[3]